# Episodi di NCIS: Los Angeles (ottava stagione)
L'ottava stagione della serie televisiva NCIS: Los Angeles è stata trasmessa in prima visione assoluta negli Stati Uniti d'America da CBS dal 25 settembre 2016 al 14 maggio 2017. In questa stagione compare per l'ultima volta il personaggio di Owen Granger (l'attore che lo interpreta, Miguel Ferrer, è deceduto il 19 gennaio 2017 a causa di un cancro alla gola).
In Italia la stagione è stata trasmessa in prima visione in assoluta su Rai 2 dal 18 febbraio al 18 novembre 2017.
| nº | Titolo originale       | Titolo italiano         | Prima TV USA      | Prima TV Italia   |
| -- | ---------------------- | ----------------------- | ----------------- | ----------------- |
| 1  | High-Value Target      | Obiettivo primario      | 25 settembre 2016 | 18 febbraio 2017  |
| 2  | Belly of the Beast     | Nel ventre della bestia | 25 settembre 2016 | 25 febbraio 2017  |
| 3  | The Queen´s Gambit     | Il gioco di Hetty       | 2 ottobre 2016    | 4 marzo 2017      |
| 4  | Black Market           | Contrabbando            | 16 ottobre 2016   | 11 marzo 2017     |
| 5  | Ghost Gun              | Le armi ombra           | 23 ottobre 2016   | 18 marzo 2017     |
| 6  | Home Is Where Heart Is | Una partita sofferta    | 30 ottobre 2016   | 25 marzo 2017     |
| 7  | Crazy Train            | Menti malate            | 6 novembre 2016   | 1º aprile 2017    |
| 8  | Parallel Resistors     | Resistenze parallele    | 13 novembre 2016  | 8 aprile 2017     |
| 9  | Glasnost               | Trasparenza             | 20 novembre 2016  | 15 aprile 2017    |
| 10 | Sirens                 | La testa del serpente   | 27 novembre 2016  | 22 aprile 2017    |
| 11 | Tidings We Bring       | Buone novelle           | 18 dicembre 2016  | 29 aprile 2017    |
| 12 | Kulinda                | Kulinda                 | 8 gennaio 2017    | 6 maggio 2017     |
| 13 | Hot Water              | Acqua bollente          | 15 gennaio 2017   | 13 maggio 2017    |
| 14 | Under Siege            | Sotto assedio           | 29 gennaio 2017   | 20 maggio 2017    |
| 15 | Payback                | Una rete di bugie       | 19 febbraio 2017  | 27 maggio 2017    |
| 16 | Old Tricks             | Vecchi trucchi          | 5 marzo 2017      | 23 settembre 2017 |
| 17 | Queen Pin              | L'ape regina            | 12 marzo 2017     | 30 settembre 2017 |
| 18 | Getaway                | Fuga nei boschi         | 19 marzo 2017     | 7 ottobre 2017    |
| 19 | 767                    | Volo 767                | 26 marzo 2017     | 14 ottobre 2017   |
| 20 | From Havana with Love  | Da L'Avana con amore    | 9 aprile 2017     | 21 ottobre 2017   |
| 21 | Battle Scars           | Cicatrici di guerra     | 23 aprile 2017    | 28 ottobre 2017   |
| 22 | Golden Days            | Tempi d'oro             | 30 aprile 2017    | 4 novembre 2017   |
| 23 | Uncaged                | Corsa contro il tempo   | 7 maggio 2017     | 11 novembre 2017  |
| 24 | Unleashed              | In cerca di vendetta    | 14 maggio 2017    | 18 novembre 2017  |

## Obiettivo primario
- Titolo originale: High-Value Target
- Diretto da: Twania McKiernan
- Scritto da: R. Scott Gemmill

### Trama
Deeks compra un anello di fidanzamento per Kensi. L'NCIS indaga su un caso legato a un pericoloso terrorista siriano intenzionato a far detonare una bomba chimica a Los Angeles, quando l'equilibrio dell'ufficio viene sconvolto dall'arrivo del Sottosegretario alla Difesa Corbin Duggan e dei suoi uomini, giunti per scovare la talpa che si nasconde nell'ufficio e che minacciano il licenziamento di chiunque vi lavori all'interno. Alla fine dell'episodio, Callen, Sam, Kensi e Deeks prendono un volo per la Siria, senza il consenso di Duggan.
- Ascolti USA: telespettatori 10 340 000[1]
- Ascolti Italia: telespettatori 1 563 000 – share 6,28%[2]

## Nel ventre della bestia
- Titolo originale: Belly of the Beast
- Diretto da: Terrence O'Hara
- Scritto da: R. Scott Gemmill

### Trama
Callen, Sam, Deeks e Kensi arrivano in Siria e riescono rapidamente a catturare il terrorista, ma durante il rientro il loro elicottero viene colpito e precipita. Kensi rimane gravemente ferita. Nel frattempo, a Los Angeles, il resto del team cerca di aiutare i ragazzi in Siria e alla fine Eric (sotto ordine di Granger) lancia un missile sui terroristi così da salvare gli agenti in Siria. Kensi viene operata ma cade in coma.
Hetty per salvare tutta la sede si assume le colpe dell'accaduto (infatti il missile era partito da un drone, la cui autorizzazione era stata data con le credenziali del Sottosegretario Duggan, senza il suo permesso) sostenendo alla fine di essere lei stessa la talpa e facendosi quindi arrestare da Duggan.
- Ascolti USA: telespettatori 10 340 000[1]
- Ascolti Italia: telespettatori 1 468 000 – share 5,82%[3]

## Il gioco di Hetty
- Titolo originale: The Queen's Gambit
- Diretto da: Dennis Smith
- Scritto da: R. Scott Gemmill

### Trama
Sotto organico di due membri, con Kensi in coma a seguito dell'incidente aereo in Siria ed Hetty trattenuta a Washington e sottoposta a interrogatorio da parte del Sottosegretario alla Difesa Duggan, il resto della squadra si occupa comunque del rapimento di un commerciante di tappeti in cui sembra essere coinvolta l'Agente dell'NCIS Jasmine Garcia. Le indagini porteranno a scoprire un traffico di giovani donne dal Medio Oriente agli USA . Nell affianca Deeks sul campo. A Washington, Hetty stringe un accordo con il Segretario della Difesa posticipando le proprie dimissioni di 90 giorni, convinta di riuscire a scovare, in quel tempo, il vero traditore che si cela fra i suoi agenti. In ospedale, Deeks fa la proposta di matrimonio a Kensi che purtroppo, essendo in coma, non può sentirlo.
- Ascolti USA: telespettatori 11 390 000[4]
- Ascolti Italia: telespettatori 1 419 000 – share 5,83%[5]

## Contrabbando
- Titolo originale: Black Market
- Diretto da: James Hanlon
- Scritto da: Jordana Lewis Jaffee

### Trama
Un agente della Sicurezza Interna muore avvelenato. Egli stava indagando su Zhang Kiu, capo della Triade, fuggito in America, dove ha creato un impero commerciale di merci contraffatte che sta fruttando milioni. Eric sorprende Granger a esaminare i file di candidati per sostituire Kensi, ma poi il Vicedirettore va a trovarla in ospedale e conosce sua madre Julia Feldman; anche Hetty fa visita a Kensi e la ragazza riesce a stringerle la mano, dando un segno che sta uscendo dal coma. Nell fa di nuovo coppia con Deeks sul campo, e alla fine dell'episodio riceve i complimenti di Granger per il coraggio e le abilità tattiche dimostrate (sebbene la giovane abbia paura di non essere all'altezza dell'amica che sta sostituendo e si senta in colpa).
- Ascolti USA: telespettatori 10 890 000[6]
- Ascolti Italia: telespettatori 1 457 000 – share 5,93%[7]

## Le armi ombra
- Titolo originale: Ghost Gun
- Diretto da: Benny Boom
- Scritto da: Kyle Harimoto

### Trama
Il team indaga sull'uccisione di un meccanico della Marina addetto a operazioni segrete con un elevato nullaosta sicurezza che li conduce a trafficanti di armi illegali. Anna Kolcheck è tornata a Los Angeles e, nell'attesa che la sua domanda di assunzione alla sede ATF di Glendale venga accolta, accetta l'offerta di Hetty di lavorare part - time con la squadra, affiancando, per questo caso, Callen. Nell fa coppia con Granger, mentre Hetty invia Sam (dopo avergli spiegato l'accordo preso con il Segretario della Difesa) presso la prigione federale maschile di Terminal Island a interrogare Carl Brown, il loro ex collega che ha ammesso di essere la talpa. Sam riesce a fargli confessare di essersi preso tutte le colpe per coprire la donna di cui era innamorato, che adesso ha messo una taglia di 50.000 dollari sulla sua testa. Deeks, che all'inizio dell'episodio manifesta a Hetty il suo timore di non essere in grado di offrire alla fidanzata il supporto di cui avrà bisogno quando si risveglierà, resta al capezzale di Kensi in ospedale e assiste al suo risveglio dal coma.
- Ascolti USA: telespettatori 11 400 000[8]
- Ascolti Italia: telespettatori 1 395 000 – share 5,83%[9]

## Una partita sofferta
- Titolo originale: Home Is Where the Heart Is
- Diretto da: Eric A. Pot
- Scritto da: Joseph C. Wilson

### Trama
Il Comandante Owens e la sua compagna vengono aggrediti in casa. Il portiere, Tobin Martin, interviene e uccide il ladro, dimostrando sorprendenti abilità come combattente. Dopo la scomparsa di quest'ultimo la squadra scopre che lui è un ex agente del Mossad che vive nascosto negli Stati Uniti per vegliare sulla figlia che è in pericolo. Questa volta Anna affianca Nell. Deeks non prende molto parte alle indagini perché sta accanto a Kensi in ospedale, e quest'ultima sfoga su di lui la sua rabbia e la sua frustrazione dovute alla sua condizione (la probabile parziale paralisi della parte sinistra del corpo); sia Sam che Granger cercano di rassicurare e dare sostegno al collega.
- Ascolti USA: telespettatori 9 740 000[10]
- Ascolti Italia: telespettatori (1 565 000 – share 6,65%[11]

## Menti malate
- Titolo originale: Crazy Train
- Diretto da: Diana C. Valentine
- Scritto da: Frank Military

### Trama
Il team indaga su un caso che coinvolge due analisti finanziari dell'NSA, inseguiti da un cartello della droga messicano in quanto rubavano soldi dai conti privati dei membri, dopo che il corpo di un loro collega viene scoperto nello stomaco di un enorme squalo. Callen finge di essere pazzo per andare sotto copertura in un manicomio dove si nasconde un quarto analista che ha inconsapevolmente aiutato gli altri due nel furto di 17 milioni di dollari; Callen si scambia identità con l'uomo e viene portato al largo, poi gettato nell'oceano per essere dato in pasto agli squali perché il leader del cartello rivuole indietro i propri soldi, ma Sam arriva in tempo per salvarlo. Nel frattempo Kensi prosegue la sua riabilitazione, ma tentando di alzarsi da sola nel cortile dell'ospedale, cade. Dopo, Deeks le chiede nuovamente di sposarlo ma lei rifiuta poiché teme di dover passare tutta la vita in quello stato e non ritiene giusto fargli una cosa del genere. Al termine dell'episodio, Granger confessa a Hetty di essere gravemente malato, Hetty gli chiede se è colpa dell' "agente arancio" (che gli americani impiegarono in gran quantità durante la Guerra del Vietnam), lui risponde silenziosamente con un cenno di capo.
- Ascolti USA: telespettatori 10 260 000[12]
- Ascolti Italia: telespettatori 1 632 000 – share 6,87%[13]

## Resistenze parallele
- Titolo originale: Parallel Resistors
- Diretto da: Eric Laneuville
- Scritto da: Joe Sachs

### Trama
Nel corso di una gara tra studenti di due Facoltà di Ingegneria in un locale, uno dei partecipanti (che stava lavorando a un progetto segreto della Marina) viene folgorato da una scarica elettrica e finisce in coma. Le indagini si orientano sui compagni che lavoravano con lui e sulla figlia dodicenne, che potrebbe essere la chiave per risolvere il caso. Nell si infiltra al corso per acquisire informazioni. Durante la riabilitazione, Kensi conosce un uomo che dice di chiamarsi Sullivan e che ha perso una gamba in Afghanistan; dopo si scusa con Deeks (che è finalmente riuscito a dormire a casa propria dopo le nottate trascorse sullo scomodo divano dell'ospedale) per il modo in cui lo ha trattato recentemente e gli chiede di mostrarle ancora una volta l'anello di fidanzamento come "stimolo"/ "motivo" per guardare al futuro, cioè al momento in cui guarirà completamente e potrà tornare al lavoro. Kamran, la figlia minore di Sam, intanto, ha già scritto il saggio da mandare all'Accademia Militare Keating di San Francisco per l'ammissione (malgrado abbia solamente dodici anni).
- Ascolti USA: telespettatori 12 110 000[14]
- Ascolti Italia: telespettatori 1 512 000 – share 6,45%[15]

## Trasparenza
- Titolo originale: Glasnost
- Diretto da: John Peter Kousakis
- Scritto da: Andrew Bartels

### Trama
Il team indaga sull'avvelenamento da polonio 210 di una donna russa, Katarina Polunin, che aveva lasciato il Paese d'origine nel 1988 per vivere negli Stati Uniti con un'altra identità, quella di Mary Reynolds. Date le sue conoscenze in merito ai rapporti fra USA e Russia, Callen si rivolge ad Arkady, che collabora con gli agenti. Ma il tutto si complica quando nella stanza d'ospedale dove è ricoverata la donna compare Garrison / Nikita Reznikov, il padre di Callen; quest'ultimo, non fidandosi di lui, lo interroga e si sente deluso scoprendo che si trova a Los Angeles per "lavoro" e non per passare del tempo con il figlio. Successivamente diventa chiaro che l'avvelenamento della donna è una trappola per far uscire Nikita allo scoperto: infatti una vecchia conoscenza della squadra, il russo Pavel Volkoff, (che era stato il "pupillo" di Arkady nel KGB) crede che lui nasconda una grande somma di denaro. Alla fine Callen porta il padre sulla tomba della sorella Amy (sepolta con il nome di Hannah Lawson) e gli esprime la sua rabbia perché non ha fatto parte della loro vita (se lo avesse fatto, probabilmente sia lei che la madre sarebbero ancora vive). Il padre gli dice che il suo lavoro non gliel'ha permesso, ma che avrebbe voluto salvare la moglie, poi gli rivela che in passato aveva avuto una relazione con Katarina, dalla quale è nata Alexandra, la sorellastra che Callen scopre di avere e che a sua volta ha un figlio di 5 anni, Jake. Poiché Alex è all'oscuro della vera identità della madre, di comune accordo, i due decidono che le racconteranno la verità. Eric affianca - con un po' troppo entusiasmo - Deeks sul campo, mentre a inizio episodio Sam e Callen vanno a trovare Kensi in ospedale; Granger informa Hetty che non ha ancora detto alla figlia della sua malattia. Kensi, che ha fatto progressi e riesce ad alzarsi e camminare da sola, continua la fisioterapia insieme a Sullivan, e la sera, a casa, gioca a dama con Deeks per recuperare il pieno funzionamento della mano sinistra.
- Ascolti USA: telespettatori 10 430 000[16]
- Ascolti Italia: telespettatori 1 361 000 – share 5,99%[17]

## La testa del serpente
- Titolo originale: Sirens
- Diretto da: Jonathan Frakes
- Scritto da: Erin Broadhust

### Trama
Una donna misteriosa uccide due uomini, che fingono di essere Vicesceriffi della Polizia, proprio davanti alla casa di Callen e il team si ritrova immerso nell'indagine sulla talpa. Nell si reca nuovamente a interrogare Carl Brown e questa volta riesce a ottenere informazioni importanti su Natalie Grant, la donna che lo aveva sedotto e convinto ad agire contro l'NCIS (è lei che ha sparato ai due Vicesceriffi, era a casa di Callen per avvertirlo). Sam e Callen la rintracciano, ma quest'ultima viene uccisa durante un'imboscata prima che possa rivelare informazioni utili. Kensi, che ora è stata dimessa dall'ospedale, viene accudita da Roberta e da sua madre, ma poi dà loro la giornata libera per non impazzire; comincia a convincersi di voler tornare al lavoro e si allena a sparare al poligono, venendo sorpresa da Hetty, che le consiglia di prendersi tutto il tempo necessario al recupero.
- Nota. Questo episodio è il terzo che porta, in italiano, questo titolo, dopo gli episodi 1x04 e 7x21.
- Ascolti USA: telespettatori 11 390 000[18]
- Ascolti Italia: telespettatori 1 248 000 – share 5,46%[19]

## Buone novelle
- Titolo originale: Tidings We Bring
- Diretto da: James Hanlon
- Scritto da: Chad Mazero

### Trama
Mentre il Natale si avvicina, il team indaga sulla scomparsa di una giovane Capitano di corvetta, specializzata in crittologia, apparentemente rapita per impedire al suo fidanzato giornalista di scrivere un articolo su un traffico di droga in Centro America. In realtà le cose non sono semplici come sembrano. Anna Kolcheck questa volta affianca Sam
- Ascolti USA: telespettatori 10 370 000[20]
- Ascolti Italia: telespettatori 1 540 000 – share 6,62%[21]

## Kulinda
- Titolo originale: Kulinda
- Diretto da: Twania McKiernan
- Scritto da: Kyle Harimoto

### Trama
Sam è mandato a indagare sotto copertura in un'agenzia che si occupa di sicurezza privata dopo che una riserva della marina viene ucciso mentre stava proteggendo un consigliere cittadino. Nel frattempo, Callen e Anna considerano il futuro della loro relazione e Granger sembra scomparso misteriosamente. Callen e Hetty discutono sulla questione della talpa: Hetty avverte Callen di tenere gli occhi aperti e lui risponde di essere certo che sia una persona vicina, ma di non sapere chi. Lo psicologo Nate Getz ricompare perché chiamato da Hetty a valutare lo stato psicofisico di Kensi, in modo che quest'ultima possa ritornare al lavoro, ma lui le dice che non la vede ancora pronta.
- Ascolti USA: telespettatori 10 410 000[22]
- Ascolti Italia: telespettatori 1 415 000 – share 5,92%[23]

## Acqua bollente
- Titolo originale: Hot Water
- Diretto da: Dennis Smith
- Scritto da: Anastasia Kousakis

### Trama
Ancora una volta la talpa ha compromesso gli agenti dell'NCIS facendo arrestare Callen, Sam, Deeks e Granger, da diverse agenzie proprio il giorno in cui il Sottosegretario Duggan ritorna per chiedere le dimissioni di Hetty. Un'irruzione dell'FBI alla casa galleggiante fa uscire Duggan che viene colpito da un cecchino, mentre Hetty e Kensi riescono a fuggire gettandosi nell'oceano attraverso la botola nascosta nel pavimento della stanza degli interrogatori. Granger viene pugnalato e finisce in ospedale in gravi condizioni.
- Ascolti USA: telespettatori 8 580 000[24]
- Ascolti Italia: telespettatori 1 329 000 – share 6,08%[25]

## Sotto assedio
- Titolo originale: Under Siege
- Diretto da: Ruba Nadda
- Scritto da: R. Scott Gemmill

### Trama
La squadra continua a essere sotto assedio delle diverse agenzie. Nel frattempo Carl Brown viene fatto evadere di prigione. Nell ed Eric scoprono che Callen, Sam e Deeks sono stati fatti arrestare proprio da Hetty che al momento risulta scomparsa. Infatti è stata proprio lei l'architetto degli ultimi eventi: la donna ha fatto arrestare i suoi uomini per tenerli al sicuro e allo stesso tempo ha fatto evadere Brown per utilizzarlo come esca per Sabatino e Sharov, due agenti della CIA, vecchie conoscenze del NCIS e responsabili dell'attacco alla base di Los Angeles. Con un astuto piano Hetty riesce a incastrare i due mentre la squadra riesce a localizzarla. Sharov e Brown rimangono uccisi mentre Sabatino viene arrestato. Anche Ellen Whiting, Detective degli Affari Interni del LAPD che aveva accettato di aiutare la squadra, viene ferita: prima che venga portata in ospedale in stato di semi - incoscienza, Deeks le confessa di essere stato lui stesso a uccidere il suo ex partner per proteggere Tiffany Williams. La lunga caccia alla talpa sembra concludersi per il meglio quando Kensi viene rapita dal suo amico Sullivan (in realtà un altro agente della CIA, Ferris) che vuole vendicarsi sulla squadra in quanto sono responsabili del suo infortunio che lo ha portato a perdere una gamba. L'episodio si conclude con Ferris che si appresta ad applicare la legge del taglione (occhio per occhio) su Kensi e con un urlo agghiacciante della donna.
- Ascolti USA: telespettatori 11 290 000[26]
- Ascolti Italia: telespettatori 1 216 000 – share 5,46%[27]

## Una rete di bugie
- Titolo originale: Payback
- Diretto da: Terrence O'Hara
- Scritto da: Jordana Lewis Jaffe

### Trama
Kensi è ancora nelle mani della talpa (l'Agente della CIA Ferris) che la sta torturando fisicamente e psicologicamente. La squadra, dopo aver deciso di fidarsi di Sabatino (malgrado Deeks sia contrario) che sostiene di essere dalla loro parte ma poi scappa, riesce a rintracciare Ferris (ucciso da Deeks con un proiettile in fronte) e a salvarla. Deeks accusa Hetty di essere la causa di ciò che è accaduto a Kensi, in quanto era stata lei a mandare l'Agente Blye in Afghanistan tre anni prima. Nel mentre, Granger viene quasi ucciso in ospedale da una donna, ma riesce a difendersi sparandole. Intanto Callen viene a sapere di essere stato tradito da qualcuno vicino a lui: Joelle Taylor infatti, sua ex fidanzata, si scopre essere un'agente della CIA sotto copertura, incaricata di raccogliere informazioni su di lui e che poi si è trovata in mezzo a una situazione molto più grande. Quando Hetty lo rivela a Callen, egli ci rimane molto male. All'Ufficio Progetti Speciali arriva A.J. Chegwidden, Ammiraglio in pensione e amico fidato di Hetty, per dare una mano al team a rimettere a posto il caos creato dalla caccia alla talpa.
- Ascolti USA: telespettatori 8 610 000[28]
- Ascolti Italia: telespettatori 1 206 000 – share 5,91%[29]

## Vecchi trucchi
- Titolo originale: Old Tricks
- Diretto da: Terence Nightingall
- Scritto da: Andrew Bartels

### Trama
Un anziano militare, residente in una casa di riposo, viene rapito insieme al nipote, un tenente di marina. Per acquisire informazioni, Hetty manda sotto copertura Kensi (dopo che ha ottenuto l'ok di Nate per rientrare al lavoro) e Deeks. I due scoprono l'esistenza di una coppia di anziani truffatori, Ginger ed Edward, che girano di casa in casa, truffando le persone anziane per derubarle dei loro risparmi. Sam fa coppia con l'Agente dei Servizi Segreti Nicole DeChamps. G, intanto, affronta suo padre a proposito delle sue attività illegali e sul pericolo che queste comportano per il resto della famiglia. I due decidono che sia giusto rivelare ad Alexandra che loro sono suo padre e suo fratello. Eric rivela a Nell che da un po' di tempo sta facendo delle sedute con Nate per superare il fatto di essere stato costretto a lanciare un missile da remoto sui ribelli quando il resto della squadra era in Siria. Alla fine dell'episodio Hetty va in ospedale a trovare Granger, ma trova la stanza vuota. Il vice direttore è scappato, lasciandole una lettera dove dice di avere dei conti in sospeso da regolare, e pregandola di non cercarlo.
- Nota. Questo è l'ultimo episodio dove appare l'attore Miguel Ferrer nei panni del vice-direttore Owen Granger. Inoltre questo episodio gli è dedicato, in seguito alla tragica scomparsa dell’attore dopo una battaglia contro un tumore.
- Ascolti USA: telespettatori 9 460 000[30]
- Ascolti Italia: telespettatori 1 136 000 – share 5,26%[31]

## L'ape regina
- Titolo originale: Queen Pin
- Diretto da: Eric Laneuville
- Scritto da: Joseph C. Wilson

### Trama
Un vecchio conoscente di Hanna, conosciuto mentre lavorava sotto copertura, lo contatta. Sam torna immediatamente sotto copertura e riprende l’identità di Switch, un delinquente dedito, tra l’altro, allo spaccio di sostanze stupefacenti. Incastrato il tipo che lo aveva cercato, Sam, aiutato da Kensi e Deeks, cerca di risalire al mandante di una serie di traffici illegali, noto solo con lo pseudonimo di “King”. Sam scoprirà trattarsi di una giovane donna di colore, dalla quale si sentirà subito attratto. La donna però risulterà essere in affari con persone ben più altolocate. Deeks riceve da Hetty la notizia che la Detective Whiting è uscita dalla Terapia Intensiva e teme possa ricordare la sua confessione.
Nel frattempo la serata romantica di Callen e Anna Kolcheck è interrotta da Hetty, che li incarica di scortare a Los Angeles il terrorista Hasakeem (colui che ha mandato Kensi in coma all'inizio della stagione), attualmente rinchiuso presso un carcere federale in Arizona. Il viaggio non sarà una passeggiata.
- Ascolti USA: telespettatori 9 260 000[32]
- Ascolti Italia: telespettatori 1 073 000 – share 4,98%[33]

## Fuga nei boschi
- Titolo originale: Getaway
- Diretto da: Tony Wharmby
- Scritto da: Eric Broadhurst

### Trama
Nell ed Eric sono inviati da Hetty sotto copertura in un residence in mezzo a una foresta, per seguire le tracce di due tecnici informatici sospettati di cedere illegalmente materiale top secret. In un surreale scambio di ruoli, Deeks e Kensi, nel frattempo, danno appoggio ai due da un camper parcheggiato poco lontano. Sam e Anna Kolcheck invece fanno coppia e indagano in città.
G viene infine inviato da Hetty a sorvegliare una casa in un quartiere residenziale. Callen scoprirà che in quella casa abita, insieme al marito e un figlio, Joelle, l'agente della CIA che per parecchio tempo aveva finto di avere una relazione con lui.
G decide di affrontarla.
- Ascolti USA: telespettatori 9 100 000[34]
- Ascolti Italia: telespettatori 1 025 000 – share 4,51%[35]

## Volo 767
- Titolo originale: 767
- Diretto da: Benny Boom
- Scritto da: Kyle Harimoto

### Trama
Un giovane tecnico che lavora per una ditta che sta progettando sistemi top secret per la marina viene ucciso quando il suo camper salta in aria. La squadra si mette subito all'opera per scoprire i responsabili, e per capire se materiale top secret sia stato ceduto a potenze straniere. Scoperto che un collega del morto sta prendendo un aereo per il Giappone, Sam e G salgono a bordo, per seguire i movimenti dell'uomo, ma la situazione si fa subito critica.
- Ascolti USA: telespettatori 11 170 000[36]
- Ascolti Italia: telespettatori 1 187 000 – share 5,23%[37]

## Da L'Avana con amore
- Titolo originale: From Havana with Love
- Diretto da: Dennis Smith
- Scritto da: Joe Sachs

### Trama
Un uomo viene ucciso in un locale frequentato principalmente da cubani. Quando si scopre che la vittima designata era in realtà il barman, la cui ex-moglie lavora per il governo, e che c’è la possibilità che una spia cubana, addestrata dai russi, stia cercando di acquistare segreti americani, il team entra in azione. Deeks si infiltra come inserviente, mentre Kensi fa un provino come ballerina. Il proprietario, nonché ballerino del locale, benché inizialmente scettico, dopo averla vista ballare la assume e inizia a flirtare con lei. Sam e G, intanto, si presentano dal nuovo boyfriend della donna. Deeks sfida Kensi con un'applicazione che tiene il conto di quante parole una persona pronuncia in un giorno, e prende lezioni di salsa per ballare con lei alla fine dell'episodio.
- Ascolti USA: telespettatori 9 510 000[38]
- Ascolti Italia: telespettatori 1 268 000 – share 5,30%[39]

## Cicatrici di guerra
- Titolo originale: Battle Scars
- Diretto da: James Whitmore Jr.
- Scritto da: Jordana Lewis Jaffe e Andrew Bartels

### Trama
Un reduce di guerra, che sembra chiedere elemosina a un semaforo, rapisce un dirigente di una ditta che lavora per il governo. Si scoprirà poi che il reduce è in realtà un ex agente dell'intelligence, che, ai tempi del Vietnam, lavorava in squadra con Hetty, Grenger, l'ammiraglio Chegwidden e un altro operativo. Gli stessi, ormai in pensione, stanno dando la caccia a un terrorista orientale che si è impossessato di una grossa somma in diamanti. La squadra, seppur riluttante, accetta di lavorare con i “pensionati” per risolvere il caso.
- Ascolti USA: telespettatori 9 440 000[40]
- Ascolti Italia: telespettatori 1 328 000 – share 5,61%[41]

## Tempi d'oro
- Titolo originale: Golden Days
- Diretto da: Ruba Nadda
- Scritto da: Joseph C. Wilson e Lee A. Carlisle

### Trama
Seconda parte del precedente episodio La caccia all'oro rubato e al terrorista orientale, prosegue mettendo in gioco anche le gang della città coinvolte dalla diffusione della notizia dell'oro rubato. Intanto Deeks viene chiamato dalla detective degli affari interni per un'indagine in corso all'interno della polizia.
- Ascolti USA: telespettatori 9 080 000[42]
- Ascolti Italia: telespettatori 1,268,000 – share 5,31%[43]

## Corsa contro il tempo
- Titolo originale: Uncaged
- Diretto da: Frank Military
- Scritto da: Frank Military

### Trama
Sam e la moglie Michelle, ex agente della CIA, si recano in un carcere federale per ascoltare le dichiarazioni di un carcerato che potrebbe avere informazioni importanti. La cosa è però uno stratagemma organizzato da Tahir Khaled, il terrorista sudanese rinchiuso nello stesso carcere, per evadere e vendicarsi di Sam. Michelle viene infatti rapita poco dopo e rinchiusa in una cella frigorifera a tenuta d’aria. Il team ha quindi l’obbligo di ritrovarla prima che l’aria a sua disposizione finisca. Nella vicenda si intromette anche Sabatino, l’agente della CIA ricercato dal team, che con cortesia insperata aiuta Sam a ottenere le informazioni che gli servono. Kensi e Deeks, dopo un conflitto a fuoco, riescono infine a rintracciare la donna, ma ormai è tardi: Michelle è morta.
- Ascolti USA: telespettatori 9 060 000[44]
- Ascolti Italia: telespettatori 1 382 000 – share 6,07%[45]

## In cerca di vendetta
- Titolo originale: Unleashed
- Diretto da: John Peter Kousakis
- Scritto da: R. Scott Gemmill

### Trama
Il furgone del coroner che trasporta il corpo di Michelle viene assaltato da Tahir Khaled, che sottrae il cadavere per infierire ulteriormente su Sam Hanna. Questi, nel frattempo, ignaro della cosa, giura vendetta, abbandona Callen con uno stratagemma e si organizza per dare la caccia a Khaled, aiutato da Sabatino, ex collega di Michelle. Nel frattempo anche la squadra cerca di rintracciare Khaled, e il corpo della donna. La resa dei conti sarà fatale per il terrorista. Sam informa G che intende lasciare la squadra per dedicarsi ai figli.
Kensi chiede a Deeks di sposarla.
- Ascolti USA: telespettatori 9 400 000[46]
- Ascolti Italia: telespettatori 1 193 000 – share 4,92%[47]